# Neopseudogarypus scutellatus
Neopseudogarypus scutellatus es una especie de arácnido del orden Pseudoscorpionida de la familia Pseudogarypidae.
Es el único miembro del género Neopseudogarypus.

## Distribución geográfica
Se encuentra en Tasmania (Australia).